# Heinrich XXIV. Reuß zu Köstritz

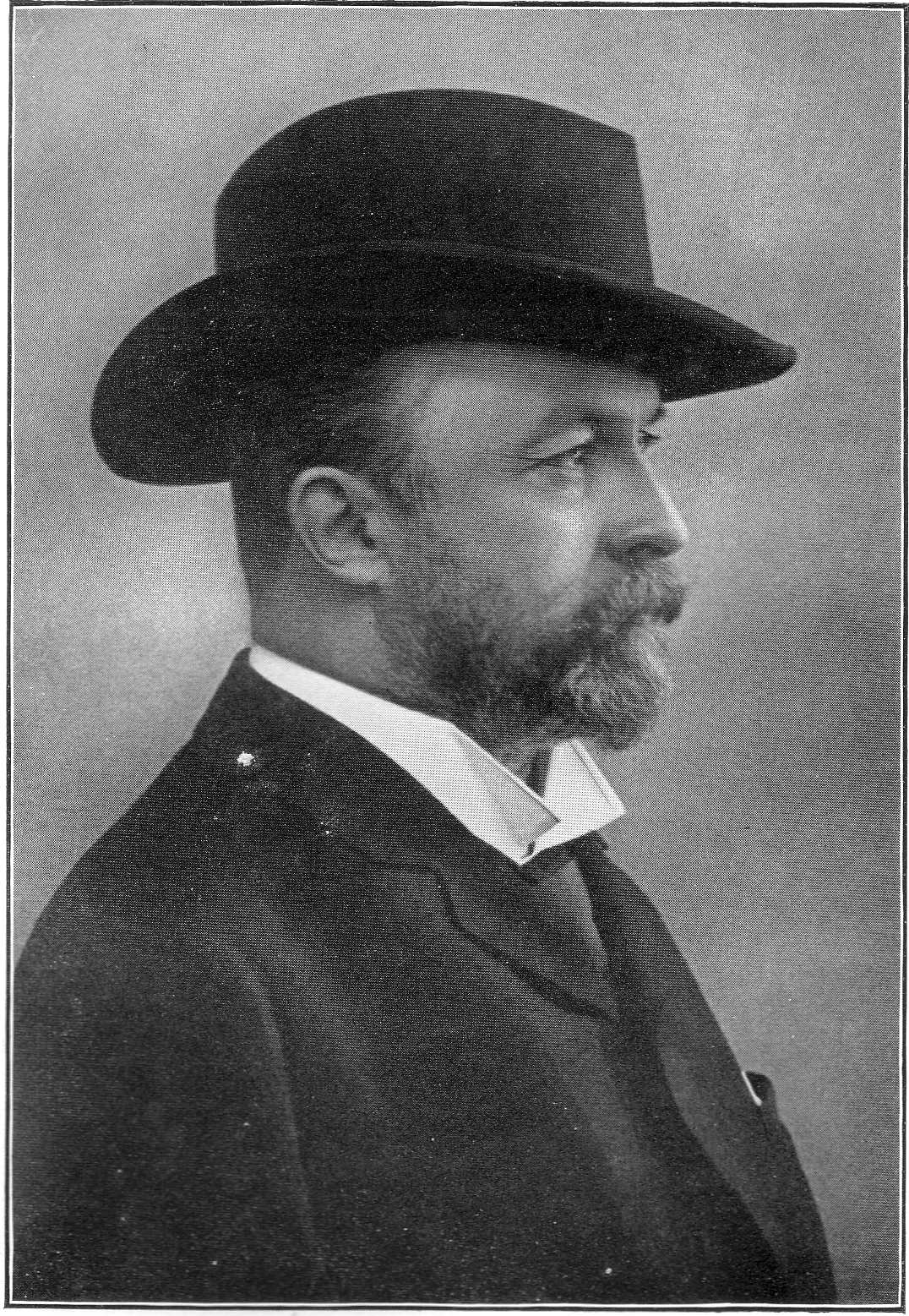
Heinrich XXIV. Prinz Reuß zu Köstritz

Prinz (ab 1894 Fürst) Heinrich XXIV. Reuß zu Köstritz, auch Heinrich XXIV. Prinz Reuß jüngere Linie, (* 8. Dezember 1855 in Trebschen; † 2. Oktober 1910 in Ernstbrunn, Niederösterreich) war ein deutscher Komponist und wurde 1894 der siebente Paragiatsherr von Reuß-Köstritz.

## Leben
Der in Trebschen in der Provinz Brandenburg geborene Heinrich XXIV. entstammte der nichtregierenden Nebenlinie Reuß-Köstritz aus der jüngeren Linie der alten, weitverzweigten deutschen Hochadelsfamilie der Reuß. Seine Jugend verbrachte er in Wien, wo er entscheidend durch die künstlerische Atmosphäre seines Elternhauses geprägt wurde. Den ersten Musikunterricht (Klavier, Orgel, Generalbass) erhielt er von seinem Vater, Fürst Heinrich IV. (1821–1894), der selbst komponierender Dilettant und Schüler Carl Gottlieb Reißigers gewesen war. In Dresden erteilte man Heinrich XXIV. schließlich als Gymnasiasten einen geregelten Musikunterricht, den er später in Leipzig und Bonn fortsetzte. Trotz seiner ersichtlichen musikalischen Begabung entschloss sich Heinrich XXIV., zuerst ein juristisches Studium aufzunehmen. Nachdem er 1883 zum Dr. jur. promoviert worden war, widmete er sich allerdings von diesem Zeitpunkt an fast nur noch seinen musikalischen Interessen. In dem Komponisten Heinrich von Herzogenberg, der in Kontakt mit Johannes Brahms stand, fand Heinrich XXIV. einen fähigen Lehrmeister, wenngleich er einmal über seine Treffen mit Brahms persönlich sagte, dass dieser ihm „oft in zehn Minuten mehr beibrachte, als es Herzogenberg in Monaten gelungen war“.

### Familie
Heinrich XXIV. war der Sohn von Fürst Heinrich IV. Reuß zu Köstritz (1821–1894), dem Inhaber des Paragiums Reuß-Köstritz, und dessen Ehefrau Louise Karoline Prinzessin Reuß ä.L. Am 27. Mai 1884 heiratete Heinrich XXIV. seine Cousine Elisabeth Prinzessin Reuß zu Köstritz (1860–1931). Der Ehe entstammten fünf Kinder, die Töchter Regina, Sibylle und Viola, der Sohn Heinrich XLI., sowie der Erbe des Paragium, Heinrich XXXIX. Reuß zu Köstritz (1891–1946).
Am 25. Juli 1894 übernahm Heinrich XXIV. das Paragium von seinem Vater und somit zugleich den Fürstentitel. Damit verbunden war eine Virilstimme im Landtag Reuß jüngerer Linie: Entsprechend war er vom 8. März 1897 bis zum 2. Oktober 1910 Mitglied des Landtags. Daneben war er Besitzer der Familienfideikommisse Ernstbrunn und Hagenberg in Nieder-Österreich.
Heinrich XXIV. Fürst Reuß-Köstritz starb zwei Monate vor seinem 55. Geburtstag im Oktober 1910 auf Schloss Ernstbrunn, wo sich seit 1828 der Stammsitz seiner Familie befand.

## Stil
Heinrich XXIV. Prinz/Fürst Reuß-Köstritz sah sich als Komponist besonders von Johannes Brahms beeinflusst, den er sehr verehrte. Seine Musik ist dementsprechend stark von Brahms’ Stil geprägt, unterscheidet sich allerdings von diesem durch einen im Großen und Ganzen leichteren Tonfall und ähnelt somit mehr derjenigen seines Lehrers Heinrich von Herzogenberg. Auch eine stilistische Nähe zu den Werken Antonín Dvořáks ist auszumachen. An den Kompositionen Heinrichs XXIV. fallen besonders eine meisterliche Beherrschung der Form und der Satztechniken, vor allem bei kontrapunktischer Stimmführung, auf. Sein Hauptschaffensgebiet war, wie bei Brahms, Dvořák und Herzogenberg, die Kammermusik, die er um zahlreiche Werke der verschiedensten Gattungen bereicherte. Aus seinem übrigen Schaffen ragen seine sechs Symphonien heraus.
Zu Lebzeiten erfreuten sich die Werke des komponierenden Fürsten nicht nur in Fachkreisen einer hohen Wertschätzung. Auch Max Reger gehörte zu ihren Bewunderern. Noch Jahre nach Heinrichs Tod wurden seine Kompositionen in diversen Konzertführern wärmstens empfohlen: So äußerte sich z. B. der Musikwissenschaftler Wilhelm Altmann im 1929 erschienenen dritten Band seines Handbuchs für Streichquartettspieler über das Streichsextett Nr. 2 h-Moll: „[Es] ist ein Werk, das an künstlerischem Wert den beiden Brahmsschen Sextetten nahekommt. Jeder Kammermusikfreund sollte es kennen.“ Ab etwa 1930 wurde es zunehmend stiller um den Komponisten, dessen Werk eine Wiederentdeckung durchaus lohnen würde.

## Werke (Auswahl)

### Kammermusik
- Violasonate G-Dur op. 22 (1904)
- Cellosonate C-Dur op. 7 (1895)
- Trio für Violine, Viola und Klavier op. 25
- Streichquartett Nr. 1 F-Dur op. 11
- Streichquartett Nr. 2 g-moll op. 23/1 (1904)
- Streichquartett Nr. 3 Es-Dur op. 23/2 (1904)
- Streichquintett F-Dur op. 4 (1887)
- Streichquintett A-Dur (2 Celli, verschollen)[4]
- Streichsextett Nr. 1 d-Moll op. 12 (1899)
- Streichsextett Nr. 2 h-Moll op. 17 (1902)

### Orchesterwerke
- Symphonie Nr. 1 c-Moll op. 10 (1888)
- Symphonie Nr. 2 A-Dur o. op.
- Symphonie Nr. 3 e-Moll op. 28 (1907)
- Symphonie Nr. 4 a-Moll op. 30 (1907)
- Symphonie Nr. 5 f-Moll op. 34 (1907)
- Symphonie Nr. 6 e-Moll op. 36 (1909)

## Auszeichnungen
- Königlich Preußischer Major à la suite (Husaren-Regiment „König Wilhelm I.“ (1. Rheinisches) Nr. 7)
- Großkreuz des Herzoglich-Sächsisch-Ernestinischen Hausordens (1883)
- Fürstliches Ehrenkreuz mit der Krone (1893)
- Ehrenritter (1884) und seit 1896 Rechtsritter[5] des Johanniterordens
- Großkreuz des Großherzoglich Mecklenburgischen Hausordens der Wendischen Krone mit der Krone in Erz (1898)
- Inhaber der Gedenkmünze Großherzogs Friedrich Franz III. von Mecklenburg
- Inhaber der Kaiser-Wilhelm I.- Gedenkmünze